# Spanleitstufe

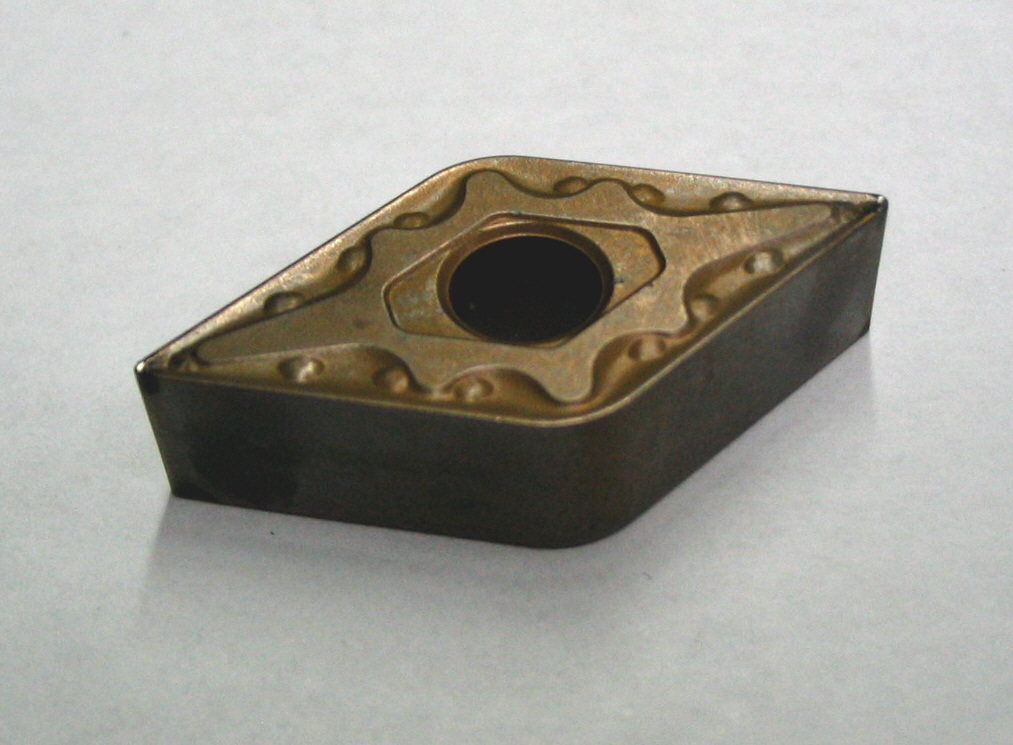
Auf der Wendeschneidplatte ist deutlich die Spanleitstufe als Kontur direkt hinter der Schneide zu erkennen

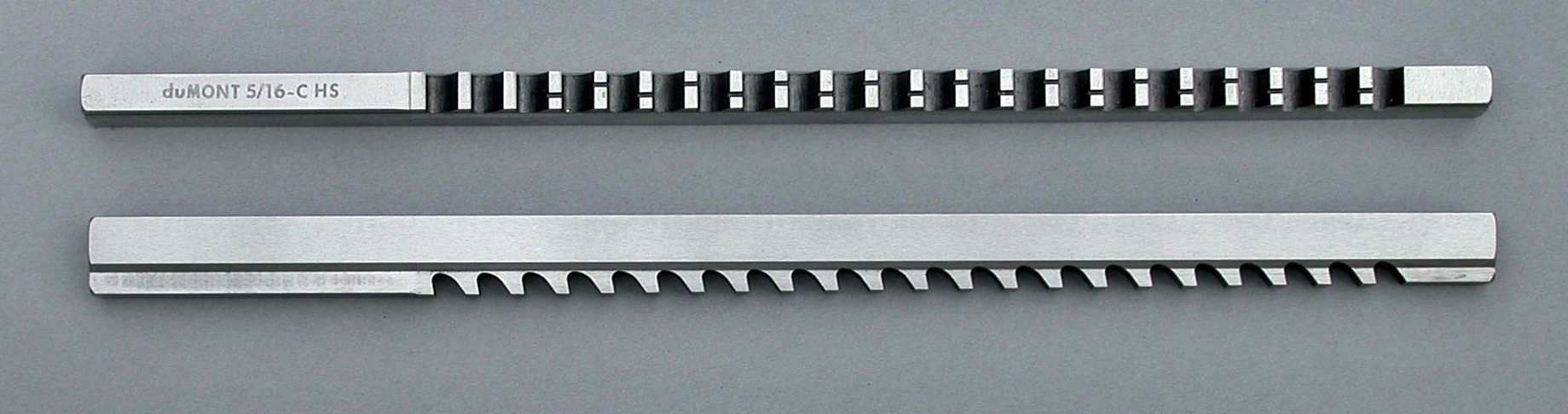
Räumnadel mit versetzt angeordneten Spanteilernuten

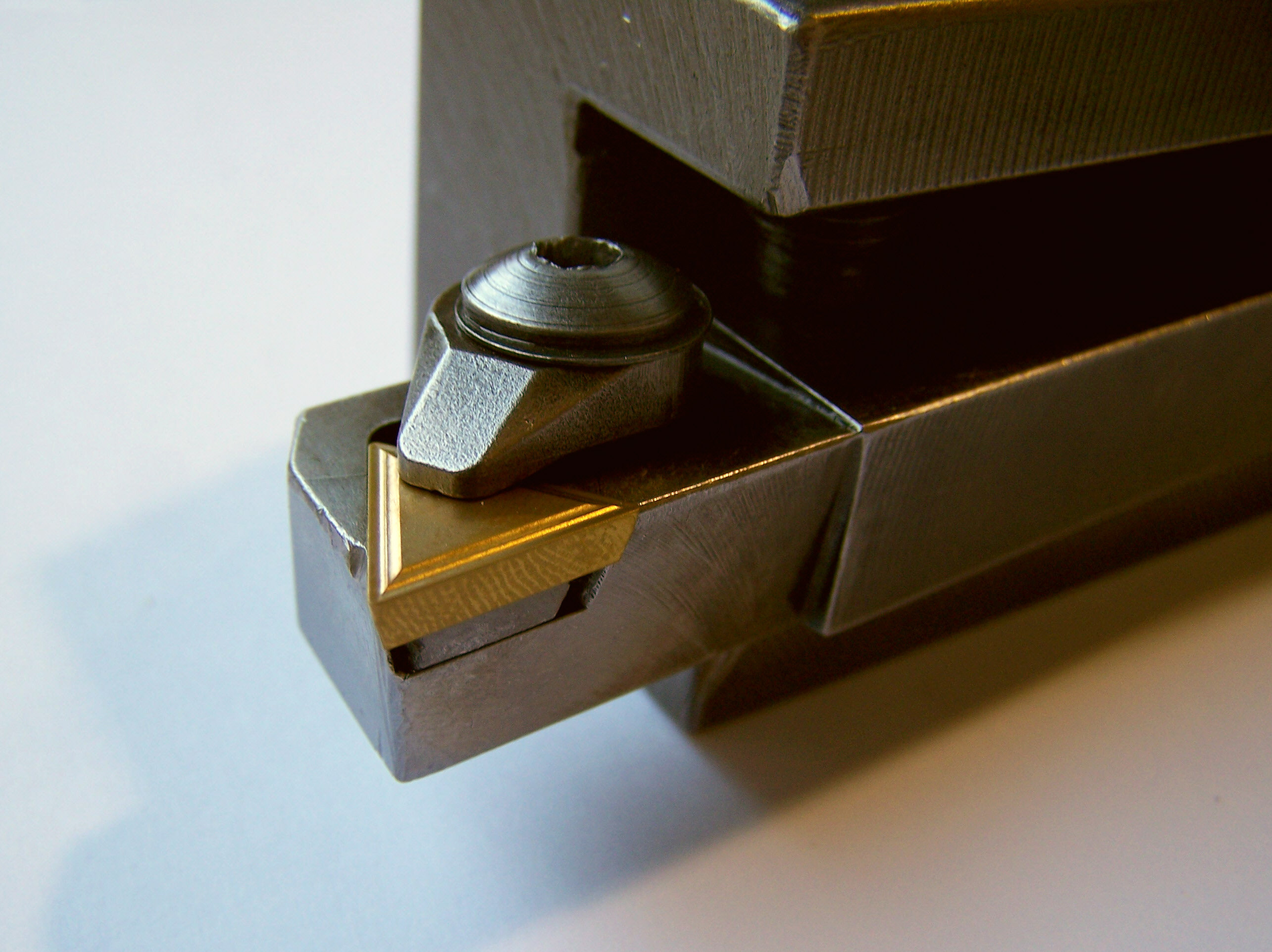
Umlaufende Spanleitstufen auf einem Drehmeißel

Die Spanleitstufe (auch Spanleitplatte) ist eine direkt hinter der Werkzeugschneide eingearbeitete Stufe und dient dazu, anfallenden Span zu führen. Sie brechen und leiten den Span dazu in eine günstigere Form, da lange Späne eine Gefährdung für Mensch, Werkzeug, Werkstück und Maschine darstellen sowie den Abtransport erschweren.
Bei vielen Schneidkeramiken wird zwischen Schneidplatte und Spannpratze eine Spanleitplatte gespannt, da so auf eine breite Auswahl an speziellen Schneidplatten verzichtet werden kann.
An Schruppfräsern oder gefrästen Feilen wird der Schneide ein Profil mit Spanteilern verliehen, das die Späne bricht und je nach Art auch Spanbrecher oder bei Feilen Spanteilernuten genannt wird. Das bei Schruppfräsern typische Profil wird Kordelverzahnung und bei Schrupp-Schlichtfräsern Flachprofil genannt.